# Gerber-Las Flores (Kalifornija)
Gerber-Las Flores je naseljeno područje za statističke svrhe u američkoj saveznoj državi Kalifornija. Prema popisu stanovništva iz 2010. u njemu je živjelo. stanovnika.